# Andrews Point
Der Andrews Point (spanisch Punta Andrews) ist eine Landspitze an der Nordostküste der Anvers-Insel im westantarktischen Palmer-Archipel. Sie liegt zwischen der Hackapike Bay und dem Inverleith Harbor am Schollaert-Kanal.
Wissenschaftler der britischen Discovery Investigations kartierten sie 1927. Namensgeber ist vermutlich der Expeditionsteilnehmer Andrew Nicol Porteous (1889–unbekannt), Ingenieur auf dem Forschungsschiff RRS Discovery II.